# Усі міріади шляхів
Усі міріади шляхів (англ. All the Myriad Ways) — збірка з 14 коротких науково-фантастичних оповідань і есе американського письменника Ларрі Нівена, вперше опублікована в 1971 році.

## Зміст
- «Усі міріади шляхів»
- «Перехожий»
- «На туманну ніч»
- «Почекай»
- «Людина-головоломка»
- «Незадовго до кінця»
- «Незакінчена історія № 1»
- «Незакінчена історія № 2»
- «Чоловік зі сталі, жінка з серветки»
- «Вправи в спекуляції: теорія та практика телепортації»
- «Теорія та практика подорожей у часі»
- «Непостійний місяць» (зроблено в епізод Outer Limits)
- «Що ви можете сказати про кришки люків, вкритих шоколадом?»
- «Заспокоєний у пеклі»

## Огляд
Заголовну історію можна читати як відповідь на історії, в яких багатосвітова інтерпретація є ключовим моментом сюжету, доводячи соціальні наслідки нескінченних реальностей до гнітючого завершення. Поліцейський детектив, розмірковуючи про низку незрозумілих самогубств і вбивств-самогубств, які відбуваються з моменту відкриття подорожей до паралельних всесвітів, починає усвідомлювати, , що якщо всі можливі вибори, які можна зробити, насправді здійснюються в паралельних всесвітах, то люди будуть вважати свою свободу вибору безглуздою. Вибір не покінчити життя самогубством або не вчинити злочин здається безглуздим, якщо людина знає, що в якомусь іншому всесвіті вибір пішов іншим шляхом. Тому вони вбивають себе або скоюють злочин, бо відмовляються від почуття вибору.
Часто обговорюване есе «Чоловік зі сталі, жінка з серветки» — це гумористичне обговорення труднощів, з якими може зіткнутися Супермен, намагаючись зачати дитину з Лоїс Лейн.
У «Перехожому» космічного мандрівника на покаліченому кораблі рятує технічно розвинений інопланетянин. Він непритомніє, коли бачить, як дитина рятує гусеницю зі жвавого тротуару.
В оповіданні «Туманної ночі», ще одній історії про багато світів, професор математики переходить вулицю зі свого готелю крізь густий туман, щоб піти до бару. Там він розмовляє з незнайомцем, який розповідає йому, що туман є результатом зіткнення багатьох всесвітів і що існує ймовірність того, що щось подібне до нечітких об'єктів існує в переважній більшості всесвітів, що зіштовхуються. Коли туман розсіюється, готелю професора вже немає. Він чекає на новий туман і блукає в ньому, сподіваючись потрапити додому. Цього разу, коли туман розсіюється, його хапають мовчазні люди в білих халатах. Вони забирають його до божевільні, яка виявляється реабілітаційною клінікою для людей, які не вміють читати думки. Він швидко «одужує», оскільки не має пошкоджень мозку. Він продовжує заробляти собі на життя, «винаходячи» технології, які пам'ятає з рідного всесвіту. І тепер, коли надворі туман, він залишається на місці.
У поповіданні «Почекай» астронавт, висаджений на Плутоні, піддається впливу екстремального холоду планети, маючи намір зануритися в застиглий сон до прибуття рятувальників, але виявляє, що його мозок все ще функціонує завдяки надпровідності.
У поповіданні «Незадовго до кінця» магія існує, але є вичерпним ресурсом. Надзвичайно старий чарівник, який інакше вже давно помер би від старості, підтримує свій середній вік за допомогою магії. Коли він стикається з тупим воїном, одержимим демоном, чарівник творить заклинання, щоб знищити демона, вичерпавши всю магію поблизу. Потім він легко розправляється з воїном за допомогою немагічної зброї, а його дівчина виносить його із зони виснаження магії, перш ніж він встигає померти від старості. Наразі він врятований. Але він розмірковує про те, що колись вся магія зникне, і тоді дурні воїни будуть перемагати у всіх битвах.
У «Незакінченій історії № 1» чарівник описує заклинання контролю температури, яке працює за допомогою тупого демона, який вибирає кінетичну енергію молекул повітря, які входять і виходять з кімнати. Його слухач хвалить його за кмітливість заклинання. Але чарівник каже, що заклинання винайшов його клерк, і кличе його в кімнату: «О, Максвелле…»
«Незакінчена історія № 2» однорядкова.
А «Що ви можете сказати про кришки люків, вкритих шоколадом» пояснює всі міфи про створення як експеримент із розведення інопланетян.